# Hemidactylus ophiolepis
Espèce
Hemidactylus ophiolepis est une espèce de geckos de la famille des Gekkonidae.

## Répartition
Cette espèce se rencontre en Éthiopie et en Somalie.

## Publication originale
- Boulenger, 1903 : Descriptions of two new lizards discovered by Mr. E. Degen in his journey to Abyssinia. Annals and magazine of natural history, ser. 7, vol. 11, p. 54-55 (texte intégral).